# Associazione Sportiva Taranto 1973-1974
Questa voce raccoglie le informazioni riguardanti l'Associazione Sportiva Taranto nelle competizioni ufficiali della stagione 1973-1974.

## Rosa
| N. |                   | Ruolo | Calciatore         |
| -- | ----------------- | ----- | ------------------ |
|    | Italia (bandiera) | C     | Luigi Alpini       |
|    | Italia (bandiera) | C     | Luciano Aristei    |
|    | Italia (bandiera) | D     | Mario Biondi       |
|    | Italia (bandiera) | P     | Luigi Boni         |
|    | Italia (bandiera) | C     | Franco Campidonico |
|    | Italia (bandiera) | C     | Gino Gagliardelli  |
|    | Italia (bandiera) | C     | Pierluigi Lambrugo |
|    | Italia (bandiera) | A     | Mauro Listanti     |
|    | Italia (bandiera) | C     | Valerio Majo       |
|    | Italia (bandiera) | P     | Massimo Migliorini |
|    | Italia (bandiera) | A     | Giancarlo Morelli  |

| N. |                   | Ruolo | Calciatore         |
| -- | ----------------- | ----- | ------------------ |
|    | Italia (bandiera) | D     | Tiziano Mutti      |
|    | Italia (bandiera) | D     | Giorgio Nardello   |
|    | Italia (bandiera) | A     | Angelo Paina       |
|    | Italia (bandiera) | D     | Gianni Palanca     |
|    | Italia (bandiera) | A     | Tiziano Panozzo    |
|    | Italia (bandiera) | P     | Renzo Restani      |
|    | Italia (bandiera) | C     | Ivan Romanzini     |
|    | Italia (bandiera) | A     | Giuseppe Santonico |
|    | Italia (bandiera) | D     | Paolino Stanzial   |
|    | Italia (bandiera) | D     | Nino Tocci         |
|    | Italia (bandiera) | A     | Grazio Tunzi       |

## Risultati

### Serie B

#### Girone di andata
| 30 settembre 1973 1ª giornata | Taranto | 1 – 0 | Brescia |  |

| 7 ottobre 1973 2ª giornata | Arezzo | 2 – 0 | Taranto |  |

| 14 ottobre 1973 3ª giornata | Taranto | 0 – 0 | Atalanta |  |

| 21 ottobre 1973 4ª giornata | Palermo | 1 – 0 | Taranto |  |

| 28 ottobre 1973 5ª giornata | Taranto | 3 – 1 | Parma |  |

| 4 novembre 1973 6ª giornata | Taranto | 0 – 0 | SPAL |  |

| 11 novembre 1973 7ª giornata | Como | 3 – 1 | Taranto |  |

| 18 novembre 1973 8ª giornata | Taranto | 0 – 0 | Avellino |  |

| 25 novembre 1973 9ª giornata | Reggiana | 0 – 0 | Taranto |  |

| 2 dicembre 1973 10ª giornata | Taranto | 1 – 1 | Perugia |  |

| 9 dicembre 1973 11ª giornata | Bari | 0 – 0 | Taranto |  |

| 16 dicembre 1973 12ª giornata | Taranto | 0 – 0 | Novara |  |

| 23 dicembre 1973 13ª giornata | Catanzaro | 1 – 0 | Taranto |  |

| 30 dicembre 1973 14ª giornata | Taranto | 1 – 0 | Ascoli |  |

| 6 gennaio 1974 15ª giornata | Brindisi | 0 – 1 | Taranto |  |

| 13 gennaio 1974 16ª giornata | Taranto | 2 – 0 | Reggina |  |

| 20 gennaio 1974 17ª giornata | Catania | 0 – 0 | Taranto |  |

| 27 gennaio 1974 18ª giornata | Taranto | 0 – 0 | Ternana |  |

| 3 febbraio 1974 19ª giornata | Varese | 0 – 0 | Taranto |  |

#### Girone di ritorno
| 10 febbraio 1974 20ª giornata | Brescia | 2 – 0 | Taranto |  |

| 17 febbraio 1974 21ª giornata | Taranto | 1 – 0 | Arezzo |  |

| 24 febbraio 1974 22ª giornata | Atalanta | 1 – 0 | Taranto |  |

| 3 marzo 1974 23ª giornata | Taranto | 0 – 0 | Palermo |  |

| 10 marzo 1974 24ª giornata | Parma | 1 – 1 | Taranto |  |

| 17 marzo 1974 25ª giornata | SPAL | 3 – 1 | Taranto |  |

| 24 marzo 1974 26ª giornata | Taranto | 1 – 0 | Como |  |

| 31 marzo 1974 27ª giornata | Avellino | 1 – 1 | Taranto |  |

| 7 aprile 1974 28ª giornata | Taranto | 3 – 1 | Reggiana |  |

| 14 aprile 1974 29ª giornata | Perugia | 0 – 0 | Taranto |  |

| 21 aprile 1974 30ª giornata | Taranto | 0 – 0 | Bari |  |

| 28 aprile 1974 31ª giornata | Novara | 1 – 0 | Taranto |  |

| 5 maggio 1974 32ª giornata | Taranto | 2 – 1 | Catanzaro |  |

| 12 maggio 1974 33ª giornata | Ascoli | 1 – 0 | Taranto |  |

| 19 maggio 1974 34ª giornata | Taranto | 0 – 0 | Brindisi |  |

| 26 maggio 1974 35ª giornata | Reggina | 0 – 1 | Taranto |  |

| 2 giugno 1974 36ª giornata | Taranto | 3 – 1 | Catania |  |

| 9 giugno 1974 37ª giornata | Ternana | 1 – 0 | Taranto |  |

| 16 giugno 1974 38ª giornata | Taranto | 3 – 3 | Varese |  |

## Statistiche

### Statistiche di squadra
| Competizione | Punti | In casa | In casa | In casa | In casa | In casa | In casa | In trasferta | In trasferta | In trasferta | In trasferta | In trasferta | In trasferta | Totale | Totale | Totale | Totale | Totale | Totale | DR |
| Competizione | Punti | G       | V       | N       | P       | Gf      | Gs      | G            | V            | N            | P            | Gf           | Gs           | G      | V      | N      | P      | Gf     | Gs     | DR |
| ------------ | ----- | ------- | ------- | ------- | ------- | ------- | ------- | ------------ | ------------ | ------------ | ------------ | ------------ | ------------ | ------ | ------ | ------ | ------ | ------ | ------ | -- |
| Serie B      | 39    | 19      | 9       | 10      | 0       | 21      | 8       | 19           | 2            | 7            | 10           | 6            | 18           | 38     | 11     | 17     | 10     | 27     | 26     | +1 |
| Coppa Italia | 3     | 2       | 1       | 1       | 0       | 1       | 0       | 2            | 0            | 0            | 2            | 1            | 7            | 4      | 1      | 1      | 2      | 2      | 7      | -5 |
| Totale       |       | 21      | 10      | 11      | 0       | 22      | 8       | 21           | 2            | 7            | 12           | 7            | 25           | 42     | 12     | 18     | 12     | 29     | 33     | -4 |

### Statistiche dei giocatori
| Giocatore       | Serie B  | Serie B | Serie B     | Serie B    | Coppa Italia | Coppa Italia | Coppa Italia | Coppa Italia | Totale   | Totale | Totale      | Totale     |
| Giocatore       | Presenze | Reti    | Ammonizioni | Espulsioni | Presenze     | Reti         | Ammonizioni  | Espulsioni   | Presenze | Reti   | Ammonizioni | Espulsioni |
| --------------- | -------- | ------- | ----------- | ---------- | ------------ | ------------ | ------------ | ------------ | -------- | ------ | ----------- | ---------- |
| L. Alpini       | 17       | 2       | ?           | ?          | ?            | ?            | ?            | ?            | 17+      | 2+     | ?           | ?          |
| L. Aristei      | 32       | 0       | ?           | ?          | ?            | ?            | ?            | ?            | 32+      | 0+     | ?           | ?          |
| M. Biondi       | 34       | 0       | ?           | ?          | ?            | ?            | ?            | ?            | 34+      | 0+     | ?           | ?          |
| L. Boni         | 14       | -13     | ?           | ?          | ?            | ?            | ?            | ?            | 14+      | -13+   | ?           | ?          |
| F. Campidonico  | 34       | 1       | ?           | ?          | ?            | ?            | ?            | ?            | 34+      | 1+     | ?           | ?          |
| G. Gagliardelli | 11       | 1       | ?           | ?          | ?            | ?            | ?            | ?            | 11+      | 1+     | ?           | ?          |
| P. Lambrugo     | 28       | 1       | ?           | ?          | ?            | ?            | ?            | ?            | 28+      | 1+     | ?           | ?          |
| M. Listanti     | 22       | 7       | ?           | ?          | ?            | ?            | ?            | ?            | 22+      | 7+     | ?           | ?          |
| V. Majo         | 25       | 2       | ?           | ?          | ?            | ?            | ?            | ?            | 25+      | 2+     | ?           | ?          |
| M. Migliorini   | 28       | -13     | ?           | ?          | ?            | ?            | ?            | ?            | 28+      | -13+   | ?           | ?          |
| G. Morelli      | 23       | 1       | ?           | ?          | ?            | ?            | ?            | ?            | 23+      | 1+     | ?           | ?          |
| T. Mutti        | 36       | 2       | ?           | ?          | ?            | ?            | ?            | ?            | 36+      | 2+     | ?           | ?          |
| G. Nardello     | 5        | 0       | ?           | ?          | ?            | ?            | ?            | ?            | 5+       | 0+     | ?           | ?          |
| A. Paina        | 31       | 5       | ?           | ?          | ?            | ?            | ?            | ?            | 31+      | 5+     | ?           | ?          |
| G. Palanca      | 15       | 0       | ?           | ?          | ?            | ?            | ?            | ?            | 15+      | 0+     | ?           | ?          |
| T. Panozzo      | 16       | 3       | ?           | ?          | ?            | ?            | ?            | ?            | 16+      | 3+     | ?           | ?          |
| R. Restani      | 2        | 0       | ?           | ?          | ?            | ?            | ?            | ?            | 2+       | 0+     | ?           | ?          |
| I. Romanzini    | 38       | 0       | ?           | ?          | ?            | ?            | ?            | ?            | 38+      | 0+     | ?           | ?          |
| G. Santonico    | 3        | 0       | ?           | ?          | ?            | ?            | ?            | ?            | 3+       | 0+     | ?           | ?          |
| P. Stanzial     | 38       | 1       | ?           | ?          | ?            | ?            | ?            | ?            | 38+      | 1+     | ?           | ?          |
| N. Tocci        | 2        | 0       | ?           | ?          | ?            | ?            | ?            | ?            | 2+       | 0+     | ?           | ?          |
| G. Tunzi        | 1        | 0       | ?           | ?          | ?            | ?            | ?            | ?            | 1+       | 0+     | ?           | ?          |